# Pilocrocis leucalis
Pilocrocis leucalis là một loài bướm đêm trong họ Crambidae.